# 손유
손유(孫瑜, 한어 병음 : Sun Yu, 177년 - 215년)은 삼국 시대의 인물로, 오나라의 왕족 손정(孫靜)의 차남이다. 자는 중이(仲異)이다.

## 행적
공의교위가 되어, 처음으로 병사들을 거느렸고, 겸손한 태도로 손씨의 빈객들 중 강서 사람들의 마음을 얻었다. 건안 9년(204년)에 측근에게 암살당한 손익(孫翊)의 뒤를 이어 단양태수를 맡았고 거느린 무리는 1만여 명에 달했으며, 수원장군 직이 더해졌다. 건안 11년(206년)에 주유(周瑜)와 함께 마, 보 2둔을 쳐 무찔렀다. 나중에 주유가 익주를 공략하도록 하는 표문을 올리면서 “분위장군”과 함께하고, 분위장군에게 촉을 맡기도록 진언했는데, 이 분위장군은 손유로 여겨진다.
손권(孫權)이 촉을 쳐 취하고자 하였을 때, 손권의 명령을 받고 하구에 주둔했다. 그러나 유비(劉備)가 손유 군의 진입을 허용하지 않고, 관우(關羽)를 강릉, 장비(張飛)를 자귀, 제갈량(諸葛亮)을 남군에 배치하고 자신은 잔릉에 주둔하였으므로, 손권의 명을 받아 되돌아왔다. 후에 손권이 유수에서 조조(曹操)와 대치했을 때, 공격하려는 손권에게 자중할 것을 권했다. 손권은 듣지 않았고, 결국 군공을 거두지 못했다. 옮겨 분위장군이 되었으며, 옛 단양태수 직은 겸직으로 계속했고, 율양에서 우저로 옮겨 주둔했다. 영안 사람 요조(饒助)를 무석 사람 안련(顔連)을 각각 여강군에 속한 양안현과 거소현의 현장으로 임명하고, 여강 두 군을 불러들이게 하니 각자 투항자를 얻었다.
학문을 좋아하여, 개인적으로는 다른 장군들과 군무를 하면서도 책을 놓지 않았으며, 학자를 예우하고 수하 관리들에게 학문을 익히게 했으며 학관을 두었다.
39세로, 건안 20년(215년)에 죽었다. 아들 중 손만(孫曼)은 장군에 이르렀고, 후에 봉해졌다.

## 손유의 친족관계
※손강 · 손견의 계보는 각 항목을 참조할 것.

### 관련 인물
손교　손정　손환

## 같이 보기
- 삼국지 인물 목록